# Jean-Pierre Hallet
Jean-Pierre Hallet (1927-2004) – belgijski ethnolog i antropolog, badacz pigmejów Mbuti; działacz społeczny na rzecz Afryki. Autor książek i filmów dokumentalnych o Afryce. Syn malarza André Hallet.